# Автагоністофілія
Автагоністофілія (англ. Autagonistophilia) — парафілійний сексуальний потяг, який передбачає отримання статевого збудження або задоволення від того, що за особою спостерігають або за особою спостерігають під час сексуальних дій. Люди з автагоністофілією зазвичай відчувають сильне бажання бути в центрі уваги під час статевих актів. Таке спостереження може відбуватися різними способами, наприклад, через вічко, вікно або за допомогою технологій, таких як вебкамери. Сам факт спостереження стає значним джерелом сексуального збудження для людей з автагоністофілією.
Роберт Кемпбелл у своєму «Психіатричному словнику» описує її як «парафілію, при якій сексуальне збудження та оргазм залежать від демонстрації себе в живому шоу, тобто від того, що за нею спостерігають на сцені або знімають на камеру».